# Manntra
Manntra — хорватський метал-гурт з Умагу, утворений в 2011 році.
Після розпуску індустріального метал-гурту Omega Lithium двоє його учасників, Marko Matijević Sekul і Zoltan Lečei, сформували Manntra. 
Гурт набув популярності в Росії, Німеччині та Австрії.
Дебютний студійний альбом гурту під назвою Horizont був випущений 29 листопада 2012 року. Альбом включає пісні Kiša та Horizont, які раніше випускалися як сингли. Альбом був записаний у 2012 році в Хорватії та Словенії та повністю спродюсований провідним вокалістом гурту.
17 січня 2019 року гурт був оголошений одним із 16 учасників Dora 2019 , національного конкурсу в Хорватії для вибору пісенного конкурсу країни Євробачення 2019 , з піснею «In the Shadows».

## Склад
- Marko Matijević Sekul – вокал, гітара, клавішні (2011–сьогодні)
- Zoltan Lečei – бас-гітара  (2011-2016, 2021-сьогодні)
- Andrea Kert – ударні (2011-сьогодні)
- Marko «Pure» Purišić – гітара (2011–2016, 2018—сьогодні)

## Стиль
Музику Manntra описують як суміш фолк-року та фолк-металу з хорватськими текстами пісень. Співак Марко Матієвіч Секул згадав про любов музикантів до середньовічної народної музики в Хорватії, коли вирішив грати цю музику. Він також назвав мотиви фольку, а також романтичну і войовничу божевільну сторону народної музики, яка, на його думку, ідеально поєднується з рок-гітарами.

## Дискографія
- Horizont (2012)
- Venera (2015)
- Meridian (2017)
- Oyka! (2019)
- Monster Mind Consuming (2021)

## Вебпосилання
- Offizielle Website [Архівовано 28 березня 2022 у Wayback Machine.]